# Carmen Martínez-Bordiú y Franco
María del Carmen Esperanza Alejandra de la Santísima Trinidad Martínez-Bordiú y Franco (Palau d'El Pardo, Madrid, 26 de febrer de 1951) simplement coneguda Carmen Martínez-Bordiú o també com la nietísima, és una personalitat mediàtica espanyola. Neta del general i dictador Francisco Franco, és una assídua dels programes del cor, ha estat també col·laboradora de diversos programes de televisió.

## Biografia
Filla de Cristóbal Martínez-Bordiú, X marquès de Villaverde i de María del Carmen Franco y Polo, I duquessa de Franco. Va estudiar batxillerat al Col·legi de Santa María de las Nieves de Somosaguas. Durant un temps va treballar també per a Iberia. Durant una estada a Suècia, va conèixer a l'infant Alfons de Borbó. La parella va celebrar la petició formal de casament el 23 de desembre de 1971 al Palau Reial d'El Pardo, i es va casar a la capella de palau el 8 de març de 1972, aleshores Martínez-Bordiú tenia 21 anys i va esdevenir duquessa consort de Cadis. A l'enllaç van assistir també els prínceps Joan Carles de Borbó i Sofia de Grècia. El 22 de novembre del mateix any, la parella va tenir el seu primer fill, Francisco de Asís i el 25 d'abril de 1974 naixia Luis Alfonso. El 1979 la parella es va separar i es va divorciar finalment el 1982. Poc després, va començar a sortir amb Jean-Marie Rossi, que tenia 22 anys més que ella.
El 7 de febrer de 1984 va morir el seu primer fill, Francisco, en un accident de cotxe. Tot i la duresa d'aquell any, es va casar civilment amb Rossi l'11 de desembre d'aquell mateix any. El 28 d'abril de 1985 va donar a llum a la seva tercera filla, Cynthia. En aquella època, va començar a aparèixer a diversos programes de televisió.Després d'onze anys de matrimoni, la parella es va divorciar el 1995, i Carmen va començar a sortir amb l'italià Roberto Federici. El 2004 van posar fi a la seva relació. Poc després de trencar amb Federici, Martínez-Bordiú va començar a sortir amb l'exatleta i empresari José Campos García. El 18 de juny de 2006 es van casar a Cazalla de la Sierra. El 2013 va confirmar el seu divorci, després de set anys de matrimoni. La seva darrera parella ha estat l'empresari Luis Miguel Rodríguez, amb el qual va estar sortint dos anys.
Des de la seva adolescència ha estat sempre present en els mitjans de comunicació, especialment a nombroses publicacions de premsa rosa, a més amb els anys també va començar a fer-se present a diversos esdeveniments de la capital espanyola, com és el cas, per la seva afecció a la moda, de la Passarel·la Cibeles. També és afeccionada a la tauromàquia i és assistent assídua de la Fira d'Abril de Sevilla i la romeria del Rocío. La seva figura l'ha portat a conèixer a nombroses personalitats conegudes del panorama espanyol com Carmen Sevilla, Marta Sánchez, Boris Izaguirre o Cayetana d'Alba. Abans de separar-se d'Alfons de Borbó, ambdós vivien pròxims a Isabel Preysler, que va esdevenir i continua sent amistat seva. El 2006 va ser una de les concursants de la 4a edició del programa de televisió Mira quién baila.